# Нудо
Нудо је насеље у општини Никшић у Црној Гори. Према попису из 2003. било је 171 становника (према попису из 1991. било је 201 становника).
У селу се 25. јануара 1905. године родио Сава Ковачевић, народни херој Југославије.

## Демографија
У насељу Нудо живи 130 пунолетних становника, а просечна старост становништва износи 39,2 година (37,0 код мушкараца и 41,3 код жена). У насељу има 52 домаћинства, а просечан број чланова по домаћинству је 3,29.
Становништво у овом насељу веома је хетерогено, а у последња три пописа, примећен је пад у броју становника.
|  |

| Демографија | Демографија | Демографија |
| Година      | Становника  | Становника  |
| ----------- | ----------- | ----------- |
|             |             |             |
|             |             |             |
|             |             |             |
|             |             |             |
| 1948.       | 267         |             |
| 1953.       | 264         |             |
| 1961.       | 264         |             |
| 1971.       | 238         |             |
| 1981.       | 206         |             |
| 1991.       | 201         | 198         |
| 2003.       | 238         | 171         |
|             |             |             |

| Етнички састав према попису из 2003.‍ | Етнички састав према попису из 2003.‍ | Етнички састав према попису из 2003.‍ | Етнички састав према попису из 2003.‍ | Етнички састав према попису из 2003.‍ |
| ------------------------------------ | ------------------------------------ | ------------------------------------ | ------------------------------------ | ------------------------------------ |
|                                      |                                      |                                      |                                      |                                      |
| Црногорци                            | Црногорци                            |                                      | 90                                   | 52,63%                               |
| Срби                                 | Срби                                 |                                      | 72                                   | 42,10%                               |
| Југословени                          | Југословени                          |                                      | 1                                    | 0,58%                                |
| непознато                            | непознато                            |                                      | 0                                    | 0,0%                                 |

| Година пописа     | 1948. | 1953. | 1961. | 1971. | 1981. | 1991. | 2003. |
| ----------------- | ----- | ----- | ----- | ----- | ----- | ----- | ----- |
| Број домаћинстава | 45    | 47    | 49    | 52    | 50    | 47    | 53    |

| Број чланова      | 1  | 2 | 3  | 4  | 5 | 6 | 7 | 8 | 9 | 10 и више | Просек |
| ----------------- | -- | - | -- | -- | - | - | - | - | - | --------- | ------ |
| Број домаћинстава | 52 | 7 | 16 | 12 | 6 | 3 | 2 | 3 | 3 | 0         | 0      |

| Пол    | Укупно | Неожењен/Неудата | Ожењен/Удата | Удовац/Удовица | Разведен/Разведена | Непознато |
| ------ | ------ | ---------------- | ------------ | -------------- | ------------------ | --------- |
| Мушки  | 61     | 25               | 30           | 4              | 2                  | 0         |
| Женски | 75     | 27               | 25           | 20             | 2                  | 1         |
| УКУПНО | 136    | 52               | 55           | 24             | 4                  | 1         |

| Пол    | Укупно                    | Пољопривреда, лов и шумарство | Рибарство                            | Вађење руде и камена | Прерађивачка индустрија       |
| ------ | ------------------------- | ----------------------------- | ------------------------------------ | -------------------- | ----------------------------- |
| Мушки  | 29                        | 5                             | 0                                    | 0                    | 1                             |
| Женски | 14                        | 1                             | 0                                    | 0                    | 0                             |
| УКУПНО | 43                        | 6                             | 0                                    | 0                    | 1                             |
| Пол    | Производња и снабдевање   | Грађевинарство                | Трговина                             | Хотели и ресторани   | Саобраћај, складиштење и везе |
| Мушки  | 0                         | 3                             | 6                                    | 0                    | 0                             |
| Женски | 0                         | 0                             | 0                                    | 2                    | 0                             |
| УКУПНО | 0                         | 3                             | 6                                    | 2                    | 0                             |
| Пол    | Финансијско посредовање   | Некретнине                    | Државна управа и одбрана             | Образовање           | Здравствени и социјални рад   |
| Мушки  | 0                         | 0                             | 3                                    | 2                    | 0                             |
| Женски | 0                         | 0                             | 0                                    | 7                    | 2                             |
| УКУПНО | 0                         | 0                             | 3                                    | 9                    | 2                             |
| Пол    | Остале услужне активности | Приватна домаћинства          | Екстериторијалне организације и тела | Непознато            | Непознато                     |
| Мушки  | 0                         | 0                             | 0                                    | 9                    | 9                             |
| Женски | 0                         | 0                             | 0                                    | 2                    | 2                             |
| УКУПНО | 0                         | 0                             | 0                                    | 11                   | 11                            |